# 15-й окремий мотопіхотний батальйон «Суми»
15-й окремий мотопіхотний батальйон «Суми» (15 ОМПБ) — формування у складі Збройних сил України, створене як 15-й батальйон територіальної оборони «Суми» з мешканців-добровольців Сумської області. Командир батальйону — підполковник Павло Герасімов.

## Створення

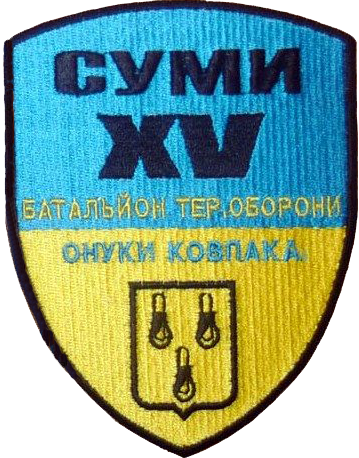
Нарукавний шеврон 15-го БТрО

Створення Сумського батальйону територіальної оборони почалося 23 квітня 2014 року. Комплектування батальйону проходило на основі Закону України від 25 березня 1992 року № 2232-ХІІ «Про військовий обов'язок і військову службу», «Положення про проходження громадянами військової служби у Збройних Силах України», наказу Міністра оборони України «Про затвердження Інструкції про організацію виконання Положення про проходження громадянами України військової служби у Збройних Силах України».
Військові комісаріати Сумської області наповнили батальйон особовим складом із числа патріотично налаштованих сум'ян, але серед них було мало тих, хто раніше проходив строкову службу. Не вистачало кадрових офіцерів; довгий час шукали відповідну кандидатуру на посаду комбата. Після завершення комплектування, розпочалися теоретичні курси та практичні заняття з правил чергування на блокпостах та охорони стратегічних об'єктів, а також — рукопашного бою; водії відпрацювали рух у складі колони; двічі були проведені стрільби на полігоні.
На закупівлю військової амуніції для батальйону Сумська обласна рада виділила з обласного бюджету 3 мільйони гривень.
Планувалося, що батальйон нестиме службу лише в межах Сумської області, охороняючи важливі об'єкти — державні установи та більш ніж 500 км кордону з Росією. Було заявлено, що рядовий солдат буде отримувати близько 2600 гривень, а офіцерський склад, залежно від вислуги років, військового звання та посади, — від 4000 до 6000 гривень.
На час навчань за тероборонівцями зберігається зарплата та місце на основній роботі.

## Склад
Штатна чисельність батальйонів територіальної оборони мирного часу була визначена в 426 військовослужбовців. У Сумах спочатку планували сформувати батальйон кількістю у 300 осіб. Після доукомплектування в червні за рахунок мобілізованих та добровольців із числа членів добровольчого загону територіальної оборони при Сумському міському військовому комісаріаті, — в батальйоні вже нараховувалося 463 особи. Військове містечко для батальйону обладнали у казармах 27-го полку реактивної артилерії (м. Суми). Командиром батальйону був призначений колишній начальник кафедри Сумського інституту ракетних військ і артилерії підполковник Павло Герасімов.

## Озброєння
При формуванні 15-й БТрО одержав штатну зброю стрілецького підрозділу: пістолети, автомати та ручні кулемети. Влітку особовому складу були видані автоматичні та одноразові гранатомети. Батальйону не була надана броньована техніка; довгий час тягнулася конфліктна ситуація пов'язана з нестачею захисної амуніції.

## Діяльність
На початку червня керівництво батальйону відрапортувало про повну готовність особового складу до виконання будь-яких наказів командування. На думку ж членів родин та окремих бійців батальйону, насправді — не було проведено достатнього бойового злагодження підрозділу.
12 червня Сумський батальйон територіальної оборони відбув для виконання завдань Генерального штабу на території Луганської області, яка тоді офіційно не входила до району проведення Антитерористичної операції на сході України. На той час особовий склад не був забезпечений засобами пасивного захисту — шоломами і бронежилетами. Дізнавшись про це, матері та дружини військовослужбовців батальйону вийшли 20 червня з плакатами «Поверніть наших чоловіків!» та «Пожалійте матерів — поверніть їм синів» під Сумську ОДА. Вони вимагали негайного забезпечення бійців батальйону касками та бронежилетами, або ж — повернення їх додому.
По прибуттю на місце розгортання у Луганській області батальйон поділили на дві частини, — дві його роти розмістилися на відстані близько 100 км одна від одної поблизу із державним кордоном з Росією. На початку липня один взвод батальйону був перекинутий на північ у смт Мілове, Луганська область, для посилення Луганського прикордонного загону. У Мілове прикордонники опинились у складних умовах несення служби, оскільки українське Мілове і російське Чертково розділяє лише трикілометрова вулиця Дружби народів, яка є умовним державним кордоном. Уночі проти 8 серпня пункт пропуску «Мілове» та місце тимчасового базування сум'ян були обстріляні з мінометів та гранатометів. Сумські бійці у відповідь також відкрили вогонь — напад відбили.

Восени особовий склад 15-го БТрО продовжив нести службу на сході України. Як заявив військовий комісар Сумського обласного військового комісаріату Віталій Бондаренко:
 Комбат Герасімов в свою чергу сказав, що «настрій у бійців бойовий. Військові вірні присязі, вірні народу, вірні Україні.»

## Шефська допомога
Місцеві органи влади Сумщини, підприємства, громадські організації, волонтери та просто звичайні сум'яни з початку функціювання батальйону надають йому моральну підтримку та матеріальну допомогу.

Так, небайдужі громадяни Сумської області разом із членами «Київської регіональної організації миротворців» (КРОМ) зібрали у червні 800 тисяч гривень пожертв. На ці кошти на початку липня були придбані: «засоби індивідуального захисту, рації, спальні мішки, намети та інша необхідна в умовах бойових дій амуніція». 9 липня представники «КРОМу» відвезли цінний вантаж у Луганську область до базового табору 15-го БТрО. Як заявив заступник голови «КРОМ» Владислав Глазунов:
Архієпископ Сумський і Охтирський Євлогій в Спасо-Преображенському кафедральному соборі Сум передав бійцям батальйону територіальної оборони освячені ним бронежилети.
Не лишилися осторонь й сумські дітлахи: вони малювали плакати та писали листи з побажаннями бійцям 15-го батальйону та з допомогою волонтерів передавати їх на передову.

Голова обласної спілки ветеранів Афганістану Анатолій Линник переказав місячний заробіток за вересень на потреби 15-го БТрО. Він сказав:

## Переформатування
10 листопада в ефірі телеканалу «ICTV» Міністр оборони України Степан Полторак заявив:
 Відповідно до директиви Генерального штабу 15-й БТрО був у листопаді 2014 року переформатований у 15-й окремий мотопіхотний батальйон 92-ї механізованої бригади Сухопутних військ Збройних Сил України.
Станом на жовтень 2016 року 15-й батальйон «Суми» входить до складу 58-ї мотопіхотної бригади.

## Традиції

### Символіка
На нарукавному знаку батальйону в щиті ренесансної форми зображено ангела з піднесеним угору обома руками мечем у супроводі написів «XV ОМПБ» та «СУМИ».

### Храм
4 червня у батальйоні відкрили та освятили військову капличку на честь Архангела Гавриїла. Зініціювали відкриття каплиці військові священики батальйону. Чин освячення провів архієпископ Сумський і Охтирський Мефодій разом з капеланами підрозділу. Уже першу службу відправили за здоров'я військових, які захищають Україну на донбаських позиціях.

## Втрати
7 грудня 2014-го під час перебування у відпустці помер боєць батальйону Косточка Ігор Васильович.
- 13 березня 2015; молодший сержант Кеня Денис Васильович

3 травня 2015 на закладеному фугасі біля Катеринівки при русі по ґрунтовій дорозі підірвалася БРДМ Збройних сил України, загинули два вояки — Юрій Гіль та Аркадій Чухнов, троє зазнали поранень.
19 травня 2015 року 6 військовиків 15-го батальйону вирушили в БРДМі на допомогу бійцям, які потрапили у засідку. Приблизно о 18:30, рухаючись по ґрунтовій дорозі, БРДМ підірвалась на фугасі. Солдат Руслан Заєць зазнав поранень, несумісних із життям. Тоді ж поліг Сергій Курилко, 3 вояки зазнали поранень.
19 серпня саперна група 15-го батальйону з 4 осіб наразилася на розтяжку під час виконання бойового поблизу села Оріхове Попаснянського району. Загинули Андрій Балишов та командир, лейтенант Андрій Каплуновський, ще одного вояка у важкому стані доправлено до лікарні Сєвєродонецька. 28 серпня загинув Вантух Олег Амвросійович; старшина. 22 грудня під Новобахмутівкою підірвався на гранаті молодший сержант Олег Галатюк. 26 липня 2016 року загинув в районі смт. Верхньоторецького Ясинуватського району солдат Настасенко Сергій Олександрович.
16 лютого 2017 року під Авдіївкою загинув старший сержант Щербина Юрій Володимирович. 26 лютого загинув на бойовому чергуванні внаслідок мінометного обстрілу в районі промислової зони Авдіївки солдат Абрамітов Артур Юрійович. 7 листопада 2017 року було отримано завдання: у складі зведеної групи зупинити прохід ворожих диверсантів в районі траси «Бахмутка» (Сокольники-Пришиб-Жолобок). Ближче до опівночі противник здійснив обстріл мінами 120-мм калібру по позиціях українських сил поблизу села Кримське. Двоє українських військових загинули — старший лейтенант Ничвидюк Валентин Миколайович та старший сержант Мишко Антон Васильович, одного поранено, ще один зазнав бойової травми.
24 серпня 2018-го загинув від кулі снайпера поблизу смт Південне на Горлівському напрямку старший солдат Д'яконов Станіслав Васильович — в нього поцілив ворожий снайпер, до пораненого бійця протягом години не могли дістатись через обстріли.
1 квітня 2022, капітан Ковальчук Євген Володимирович.